# Subbatträsket
Subbatträsket är en sjö i Jokkmokks kommun i Lappland och ingår i Luleälvens huvudavrinningsområde. Sjön har en area på 2,23 kvadratkilometer och ligger 267 meter över havet. Sjön avvattnas av vattendraget Subbatbäcken.

## Delavrinningsområde
Subbatträsket ingår i det delavrinningsområde (736403-171034) som SMHI kallar för Utloppet av Subbatträsket. Medelhöjden är 282 meter över havet och ytan är 5,21 kvadratkilometer. Det finns inga avrinningsområden uppströms utan avrinningsområdet är högsta punkten. Subbatbäcken som avvattnar avrinningsområdet har biflödesordning 4, vilket innebär att vattnet flödar genom totalt 4 vattendrag innan det når havet efter 138 kilometer. Avrinningsområdet består mestadels av skog (50 procent). Avrinningsområdet har 2,23 kvadratkilometer vattenytor vilket ger det en sjöprocent på 42,8 procent.